# Båktjosjaure
Båktjosjaure är en sjö i Arjeplogs kommun i Lappland och ingår i Umeälvens huvudavrinningsområde. Sjön har en area på 0,262 kvadratkilometer och ligger 1 282,1 meter över havet. Sjön avvattnas av vattendraget Hurasjåkkå.

## Delavrinningsområde
Båktjosjaure ingår i det delavrinningsområde (737817-150700) som SMHI kallar för Utloppet av 737631-150925. Medelhöjden är 1 269 meter över havet och ytan är 32,69 kvadratkilometer. Det finns inga avrinningsområden uppströms utan avrinningsområdet är högsta punkten. Hurasjåkkå som avvattnar avrinningsområdet har biflödesordning 4, vilket innebär att vattnet flödar genom totalt 4 vattendrag innan det når havet efter 490 kilometer. Avrinningsområdet består mestadels av kalfjäll (95 procent). Avrinningsområdet har 1,34 kvadratkilometer vattenytor vilket ger det en sjöprocent på 4,1 procent. Delavrinningsområdet täcks till 0,67 procent av glaciärer, med en yta av 0,22 kvadratkilometer.